# Hutspot

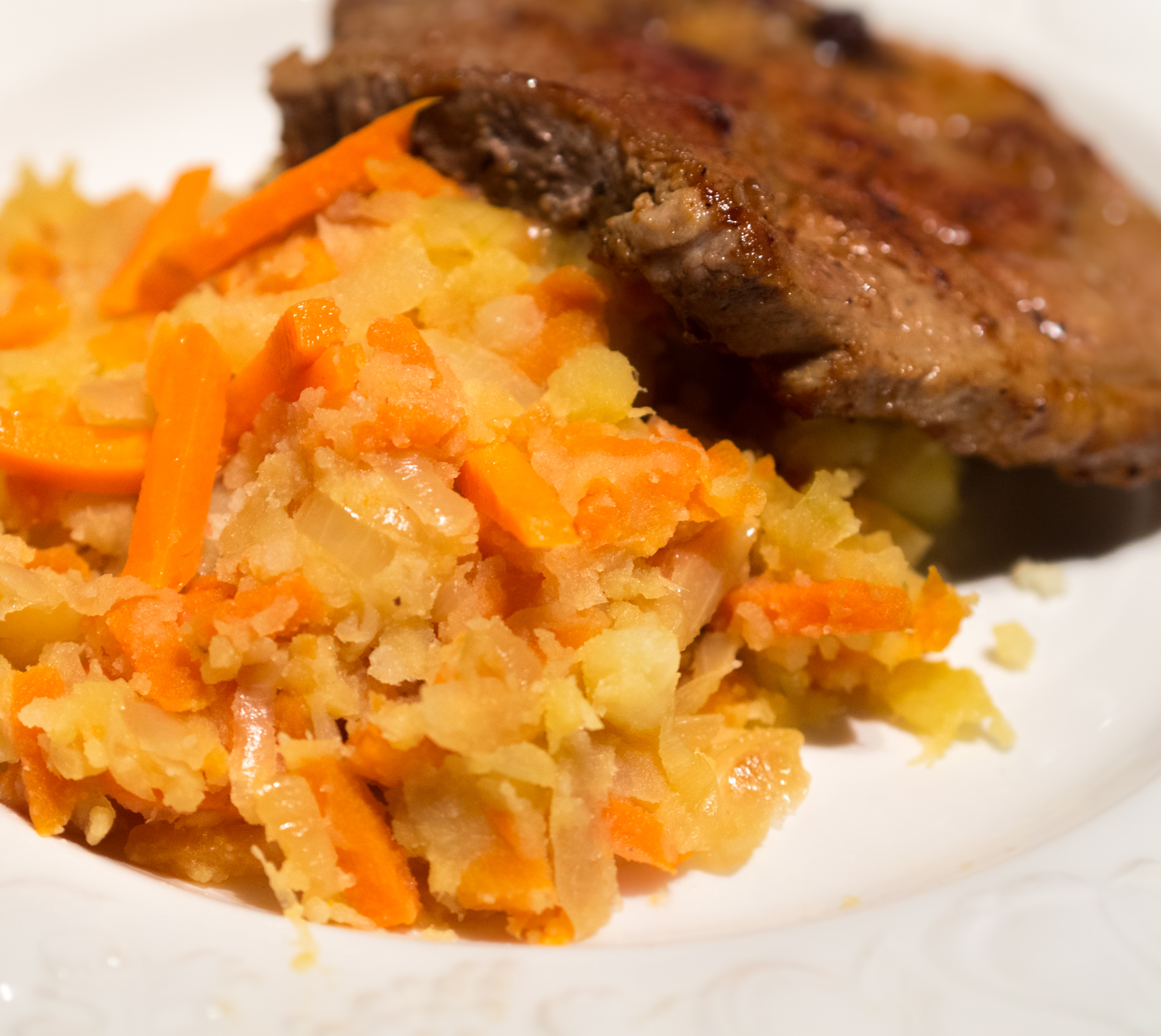
Hutspot mit ribkarbonade (einem gebratenen Schweinekotelett)

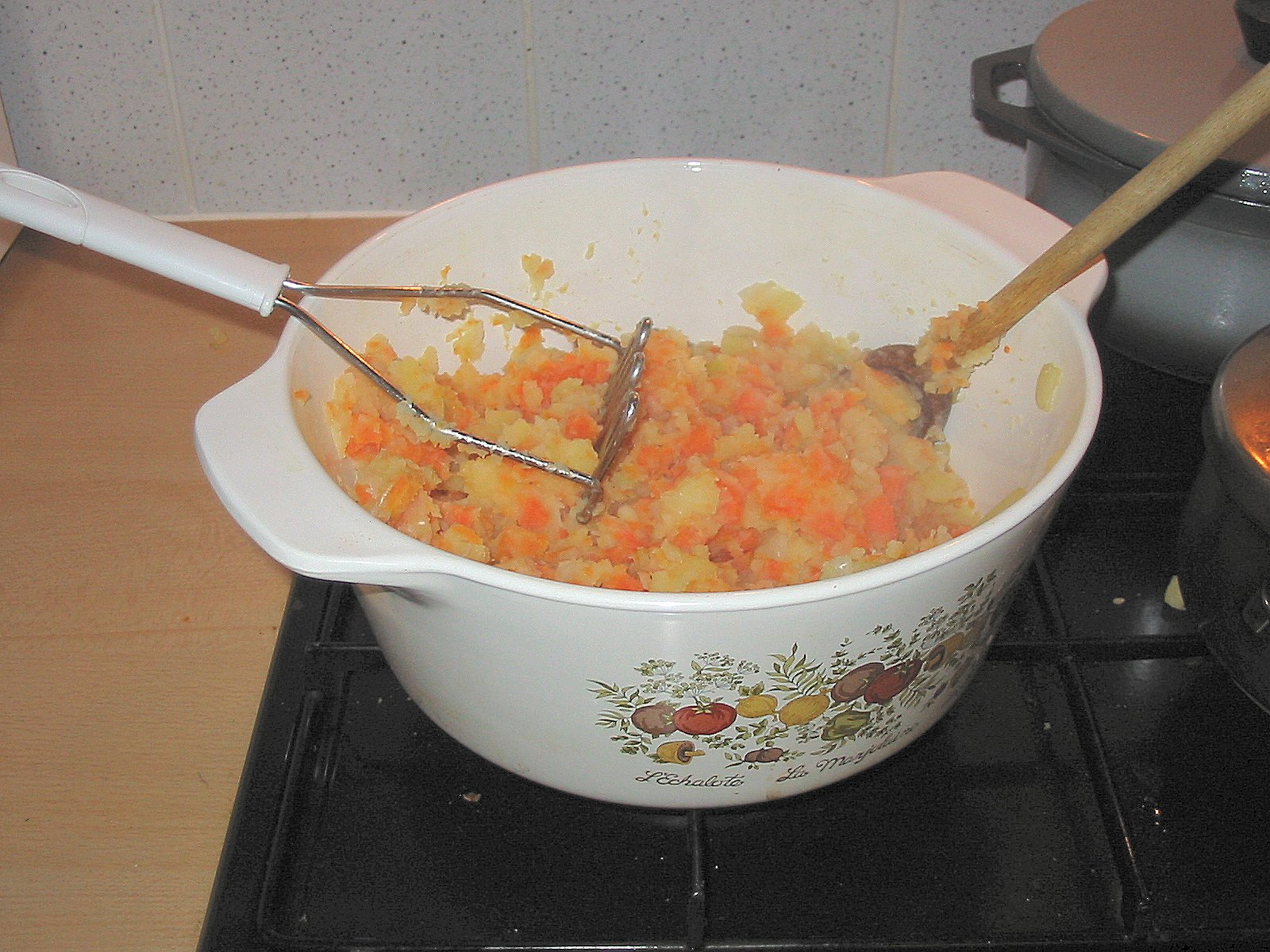
Hutspot im Topf

Hutspot ['hʏtspɔt]  ist ein traditionelles Eintopfgericht aus gestampften Kartoffeln, Möhren und Zwiebeln aus den Niederlanden und Flandern. Es ist eine der zahlreichen Varianten des Stamppot. Fleisch, Rauchwurst oder andere Beilagen können, müssen aber nicht dazu gereicht werden.

## Geschichte und Legende
Während des Achtzigjährigen Krieges mussten die Spanier in der Nacht vom 2. zum 3. Oktober 1574 die Belagerung von Leiden aufgeben und sich in aller Eile zurückziehen. Sie ließen alles in ihren Stellungen zurück, darunter auch einige Töpfe mit Essensresten. Die ausgehungerte Bevölkerung von Leiden fand ein Gericht von feingestampften Möhren, Zwiebeln und Pastinaken. Die Pastinaken wurde im Laufe der Zeit durch Kartoffeln ersetzt.
Legende
Einer Überlieferung zufolge soll ein Junge aus Leiden am 3. Oktober 1574 auf der Lammenschanz, einer vor den Toren der Stadt errichteten und nunmehr verlassenen Stellung der abgezogenen Spanier, einen Bronze-Kochtopf mit dem Rest einer Mahlzeit gefunden haben, den die Spanier bei ihrer eiligen Flucht zurückgelassen hatten. Er wurde im Triumphzug nach Leiden gebracht und sorgte für eine Speisung der hungernden Bevölkerung. Hutspot wurde in der Stadt zum traditionellen Gericht des 3. Oktober, wenn sich die Leidener jährlich an ihre Befreiung erinnern. Von diesem Jungen, der in den Geschichten der späteren Jahre den Namen Cornelis Joppensz.(oon) erhielt, erzählt man sich manchmal, er sei ein armer Waisenjunge gewesen, aber auch, dass er mit seinen Eltern in einem Häuschen am Fluss gewohnt habe, wo in der Nacht vom 2. auf den 3. Oktober ein Teil der Stadtmauer einstürzte. Auch habe er die Flutung der Polder durch die Geusen vorausgesagt.

## Zubereitung
Die Zutaten werden geputzt, grob geschnitten und zusammen in einem großen Topf in Wasser sehr weich gekocht. Dann wird das Wasser abgegossen und alles mit einem Stampfer, wie bei der Herstellung von Kartoffelpüree, zerstampft. Es sollen noch einzelne grobe Stückchen verbleiben. Danach wird die Masse mit Salz und Pfeffer abgeschmeckt, eventuell Butter oder etwas Bratensoße eingerührt und gegebenenfalls mit Fleisch, Würsten oder Speckwürfeln serviert.

## Verbreitung
Hutspot und Stamppot haben auch heute noch ihren festen Platz in der flämischen und niederländischen Küche. Heutzutage werden oft Variationen mit anderen Gemüsesorten wie Lauch, Sellerie, Steckrübe, Broccoli, Spitzkohl, Spinat oder ähnlichem angeboten. Aus dem früheren Arme-Leute-Gericht wird manchmal sogar – zum Beispiel mit Lachs serviert – ein moderner Snack in einem schicken Bistro.